# برانسون ام. کاتینگ
برانسون موری کاتینگ (به انگلیسی: Bronson Murray Cutting) سناتور سابق عضو حزب جمهوری‌خواه ایالات متحده آمریکا بود. وی در سال ۱۹۲۷ تا ۱۹۲۸ و ۱۹۲۹ تا ۱۹۳۵ میلادی سناتور ایالت نیومکزیکو در سنای ایالات متحده آمریکا بود.